# Eparchia banjalucka
Eparchia banjalucka – jedna z eparchii Serbskiego Kościoła Prawosławnego, z siedzibą w Banja Luce. Jej obecnym ordynariuszem jest biskup banjalucki Efrem (Milutinović), zaś funkcje katedry pełni sobór Chrystusa Zbawiciela w Banja Luce.

## Historia
Eparchia została erygowana w 1900, jej terytorium wydzielono z metropolii Dabaru i Bośni, obejmowała Bośnię północną i zachodnią, gdzie funkcjonowało ponad 200 prawosławnych cerkwi i kaplic. W strukturach eparchii działały ponadto monastery Gomionica, Moštanica oraz Liplje. Początkowo eparchia podlegała Patriarchatowi Konstantynopolitańskiemu podobnie jak inne prawosławne administratury w Bośni pod okupacją austro-węgierską. W 1925 cały ten obszar uznany został za teren kanoniczny Serbskiego Kościoła Prawosławnego.
Przed II wojną światową eparchia banjalucka posiadała 205 parafii, z czego 103 dysponowały własnymi cerkwiami (łącznie budynków sakralnych na terenie administratury było 167). Placówki duszpasterskie obsługiwało 106 białych kapłanów i 6 hieromnichów. Funkcjonowały monastery Gomionica i Moštanica. Łączną liczbę wiernych oszacowano na 424 075 osób.
Terytorium administratury w czasie II wojny światowej znalazło się w granicach Niezależnego Państwa Chorwackiego (NDH), którego władze prowadziły agresywną politykę antyserbską i antyprawosławną. Według danych Synodu Biskupów Serbskiego Kościoła Prawosławnego do upadku NDH w 1945 na terenie eparchii zamordowanych zostało 100 tys. wiernych i 14 kapłanów, ponadto zniszczono jeden monaster i 64 cerkwie, zaś dalszych 21 świątyń parafialnych i trzy klasztory zostały poważnie uszkodzone. Z rąk ustaszy śmierć poniósł ordynariusz eparchii, biskup Platon, uznany następnie za świętego nowomęczennika.
W 1947 obrany został nowy biskup banjalucki i administratura wznowiła swoją działalność. Kolejne straty materialne eparchia poniosła w czasie wojny w Bośni i Hercegowinie w latach 1991–1995. Zniszczone wówczas zostały dwie cerkwie, trzy zaś poniosły znaczne straty. W 1997 w strukturach eparchii działało 98 parafii obsługiwanych przez 78 kapłanów oraz 5 klasztorów, w których życie mnisze prowadziły 23 osoby.

## Biskupi banjaluccy[1]
- Eugeniusz (Letica), 1900–1907 (jurysdykcja Patriarchatu Konstantynopolitańskiego)
- Bazyli (Popović), 1908–1938 (od 1925 jurysdykcja Serbskiego Kościoła Prawosławnego)
- Platon (Jovanović), 1939–1941
- Bazyli (Kostić), 1947–1961
- Andrzej (Frušić), 1961–1980
- Efrem (Milutinović), od 1980